# 1501 Бааде
1501 Бааде (1501 Baade) — астероїд головного поясу, відкритий 20 жовтня 1938 року.
Тіссеранів параметр щодо Юпітера — 3,391.